# Folkart Towers
Les Folkart Towers sont deux gratte-ciel jumeaux de 200 mètres pour 40 étages situés à Izmir en Turquie. La tour A a été achevée en 2014 et la tour B en 2015.